# Cabigsing
Cabigsing es un barrio urbano  del municipio filipino de cuarta categoría de Cuyo perteneciente a la provincia  de Paragua en Mimaro,  Región IV-B.

## Geografía
Situado en la costa oriental  de la isla de Gran Cuyo situada  en el mar de Joló en las  Islas de Cuyos, archipiélago formado por  cerca de 45 islas situadas al noreste de la isla  de Paragua, al sur de Mindoro y Panay.
Su término linda al norte con los barrios de Catadman y de Tenga-Tenga; al sur con el de Suba; al este  con el de Bangcal.

### Comunicaciones
Del puerto de Cabigsing parten líneas regulares hacia Cambián en Agutaya, Puerto Princesa (18 horas) e Iloílo (12 horas).

### Demografía
El barrio  de Cabigsing contaba  en mayo de 2010 con una población de 1.967  habitantes.